# Oloví
Oloví är en stad i Tjeckien.   Den ligger i regionen Karlovy Vary, i den västra delen av landet, 130 km väster om huvudstaden Prag. Oloví ligger 476 meter över havet och antalet invånare är 1 909.
Terrängen runt Oloví är kuperad åt sydväst, men åt nordost är den platt. Oloví ligger nere i en dal. Runt Oloví är det ganska glesbefolkat, med 48 invånare per kvadratkilometer. Närmaste större samhälle är Sokolov, 9,7 km sydost om Oloví. I omgivningarna runt Oloví växer i huvudsak blandskog.